# Psilorhynchus
Psilorhynchus là chi cá duy nhất trong họ Psilorhynchidae chủ yếu được tìm thấy trong khu vực Nam Á.

## Loài
Hiện tại có 28 loài được ghi nhận trong chi này:
- Psilorhynchus amplicephalus Arunachalam, Muralidharan & Sivakumar, 2007
- Psilorhynchus arunachalensis (Nebeshwar, Bagra & D. N. Das, 2007)
- Psilorhynchus balitora (F. Hamilton, 1822) (Balitora minnow)
- Psilorhynchus brachyrhynchus Conway & Britz, 2010
- Psilorhynchus breviminor Conway & Mayden, 2008
- Psilorhynchus chakpiensis Shangningam & Vishwanath, 2013[4]
- Psilorhynchus gokkyi Conway & Britz, 2010
- Psilorhynchus hamiltoni Conway, Dittmer, Jezisek & H. H. Ng, 2013[2]
- Psilorhynchus homaloptera Hora & Mukerji, 1935 (Torrent stone carp)[6]
- Psilorhynchus kaladanensis Lalramliana, Lalnuntluanga & Lalronunga, 2015[7]
- Psilorhynchus khopai Lalramliana, Solo, Lalronunga & Lalnuntluanga, 2014[8]
- Psilorhynchus konemi Shangningam & Vishwanath, 2016[9]
- Psilorhynchus maculatus Shangningam & Vishwanath, 2013[3]
- Psilorhynchus melissa Conway & Kottelat, 2010
- Psilorhynchus microphthalmus Vishwanath & Manojkumar, 1995
- Psilorhynchus nepalensis Conway & Mayden, 2008
- Psilorhynchus ngathanu Shangningam & Vishwanath, 2013[5]
- Psilorhynchus nudithoracicus Tilak & Husain, 1980: Rainbow minnow
- Psilorhynchus olliei Conway & Britz, 2015
- Psilorhynchus pavimentatus Conway & Kottelat, 2010
- Psilorhynchus piperatus Conway & Britz, 2010
- Psilorhynchus pseudecheneis Menon & A. K. Datta, 1964
- Psilorhynchus rahmani Conway & Mayden, 2008
- Psilorhynchus robustus Conway & Kottelat, 2007
- Psilorhynchus rowleyi Hora & Misra, 1941[10]
- Psilorhynchus sucatio (F. Hamilton, 1822) (River stone carp)
- Psilorhynchus tenura Arunachalam & Muralidharan, 2008
- Psilorhynchus tysoni Conway & Pinion, 2016[11]

## Hình ảnh

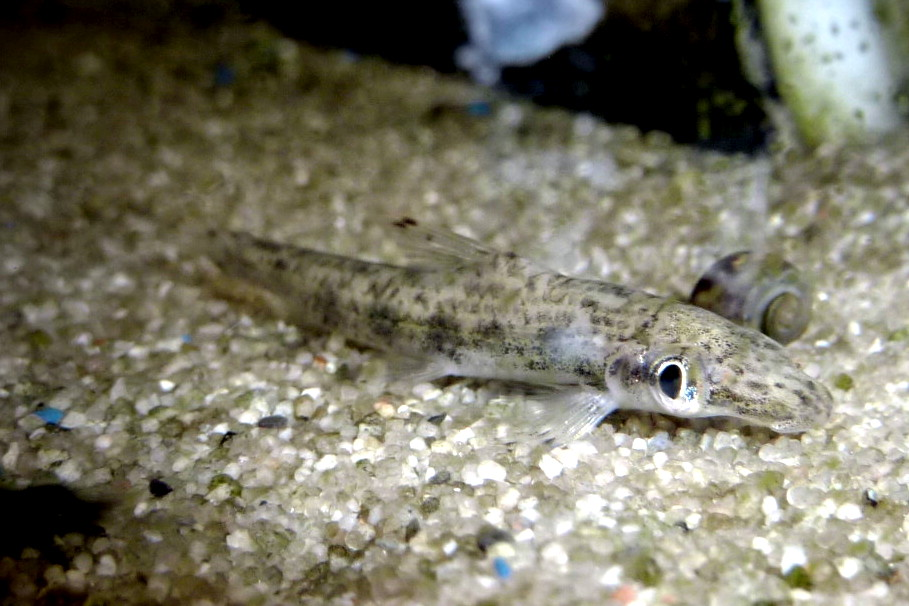
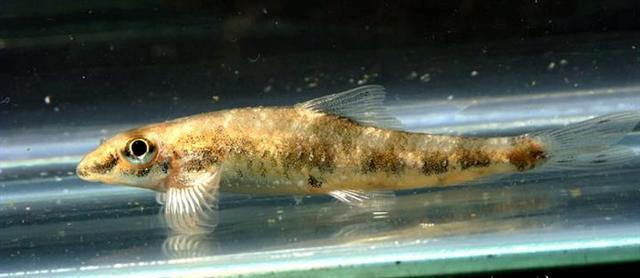